# Kannibalenfilm
De kannibalenfilm is een filmgenre waarin kannibalisme een grote rol speelt. Specifiek duidt de term kannibalenfilm op exploitatiefilms waarin een spectaculaire weergave van (vaak exotische) kannibalen  centraal staat.
De kannibalenfilm is nauw verwant aan de genres mondo en horror.

## Kenmerken van het genre
Net zoals de mondo is de filmlocatie van de kannibalenfilm de Derde Wereld, met name Latijns-Amerika, en in mindere mate Azië. Een vast cliché is de ontdekking van een wilde stam, die door een expeditie westerlingen wordt bezocht- niet zelden een stam indianen. Eenmaal ter plaatse worden zij geconfronteerd met "de zeden" van de kannibalen: moordpartijen, geweld, dierenmishandeling, verkrachtingen, en uiteraard het eten van mensenvlees.

## Ontwikkeling van het genre
Net als de mondo vindt de kannibalenfilm zijn oorsprong in Italië. De film Il paese del sesso selvaggio (The Man from the Deep River) uit 1972 wordt hierbij genoemd als eerste kannibalenfilm. In de jaren 70 en 80 was sprake van een heuse cannibal boom, met een overvloedig aanbod van met name Italiaanse kannibalenfilms. 
De meest bekende exponent hiervan is de controversiële  Cannibal Holocaust uit 1980. Deze film was een groot kassucces, hoewel hij in een aantal landen verboden werd. Waar de voorgaande kannibalenfilms nog een relatief kleine schare kijkers hadden, werd deze film bij wereldwijd bij een groot publiek bekend.
Na Cannibal Holocaust volgde een aantal spin-offs, maar die trokken een marginaal aantal bezoekers. Aan het einde van de jaren 80 was de kannibalenfilm praktisch op zijn einde.

## Films
De volgende films kunnen worden aangemerkt als kannibalenfilms:
- Il paese del sesso selvaggio (1972; The Man from the Deep River/Deep River Savages)

- Ultimo mondo cannibale (1977; Last Cannibal World/Jungle Holocaust)
- Emanuelle e gli Ultimi Cannibali (1977; Emanuelle and the Last Cannibals/Trap Them and Kill Them)

- La Montagna del Dio Cannibale (1978; The Mountain of the Cannibal God)

- Papaya dei Caraibi (1978; Papaya, Love Goddess of the Cannibals)

- Primitif (1978; Primitives/Savage Terror)

- Cannibal Holocaust (1980)

- Mangiati Vivi (1980; Eaten Alive!/The Emerald Jungle)

- Zombi Holocaust (1980; Zombie Holocaust/Dr. Butcher M.D.)

- Mondo cannibale (1980; White Cannibal Queen/Cannibals)

- Il cacciatore di uomini  (1980; The Man Hunter/Devil Hunter)

- Orgasmo nero (1980; Black Orgasm)

- Cannibal Ferox (1981; Make Them Die Slowly!)

- Terror Caníbal (1981; Cannibal Terror)

- Schiave bianche: violenza in Amazzonia (1985; Amazonia: The Catherine Miles Story)

- Nudo e selvaggio (1985; Massacre in Dinosaur Valley/Cannibal Ferox 2)

- Natura Contro (1988; The Green Inferno/Cannibal Holocaust II)

## Regisseurs
Enkele regisseurs specialiseerden zich in dit genre. De volgende regisseurs hebben meer dan een kannibalenfilm gemaakt:
- Ruggero Deodato, met de films Ultimo mondo cannibale en Cannibal Holocaust.
- Umberto Lenzi,  met de films Il paese del sesso selvaggio, Mangiati vivi, en Cannibal Ferox.
- Jesus Franco,  met de films Mondo cannibale, Il cacciatore di uomini, en El Tesoro de la Diosa Blanca.
- Joe D'Amato,  met de films Emanuelle e gli ultimi cannibali, Papaya dei Caraibi, en Orgasmo nero.

## Kritiek en censuur
Kannibalenfilms kregen veel kritiek. Een vaak geuit bezwaar was het gewelddadige karakter van de films. Niet zelden worden gruwelijke moorden en mishandelingen getoond, alsmede verkrachtingsscènes en geweld tegen dieren. Cannibal Holocaust werd onder andere berucht omdat voor de film echte dieren zijn vermoord. 
Een ander vaak gehoord bezwaar is het racistische karakter van de films. De kannibalenfilms zouden suggereren dat primitieve mensen bloeddorstig en achterlijk zijn. 
Om dezelfde redenen stonden kannibalenfilms bloot aan hevige censuur. In het Verenigd Koninkrijk en Australië werden een aantal films verboden. 
Cannibal Holocaust werd in enkele tientallen landen verboden, hoewel de meeste landen inmiddels de ban hebben opgeheven.  Regisseur Ruggero Deodato belandde tijdelijk in de gevangenis, op verdenking van het maken van een snuff-film. Gedurende vier jaar was de film in Italië verboden, tot in 1984 de aanklachten tegen Deodato vervielen. 

## Waardering van het genre
Kannibalenfilms hebben relatief weinig waardering gekregen in de filmwereld. Regisseur Sergio Leone sprak wel zijn waardering uit over Cannibal Holocaust wegens het angstwekkende realisme.
Een aantal kannibalenfilms werden getoond door Nacht van de Wansmaak.